# Kaleet River
Kaleet River är ett vattendrag i Kanada.   Det ligger i territoriet Nunavut, i den nordöstra delen av landet, 2 800 km nordväst om huvudstaden Ottawa.
Trakten runt Kaleet River består i huvudsak av gräsmarker. Trakten runt Kaleet River är nära nog obefolkad, med mindre än två invånare per kvadratkilometer.